# Noa Yedlin
Noa Yedlin (hebräisch נעה ידלין, geboren 23. Dezember 1975 in Tel Aviv) ist eine israelische Schriftstellerin.

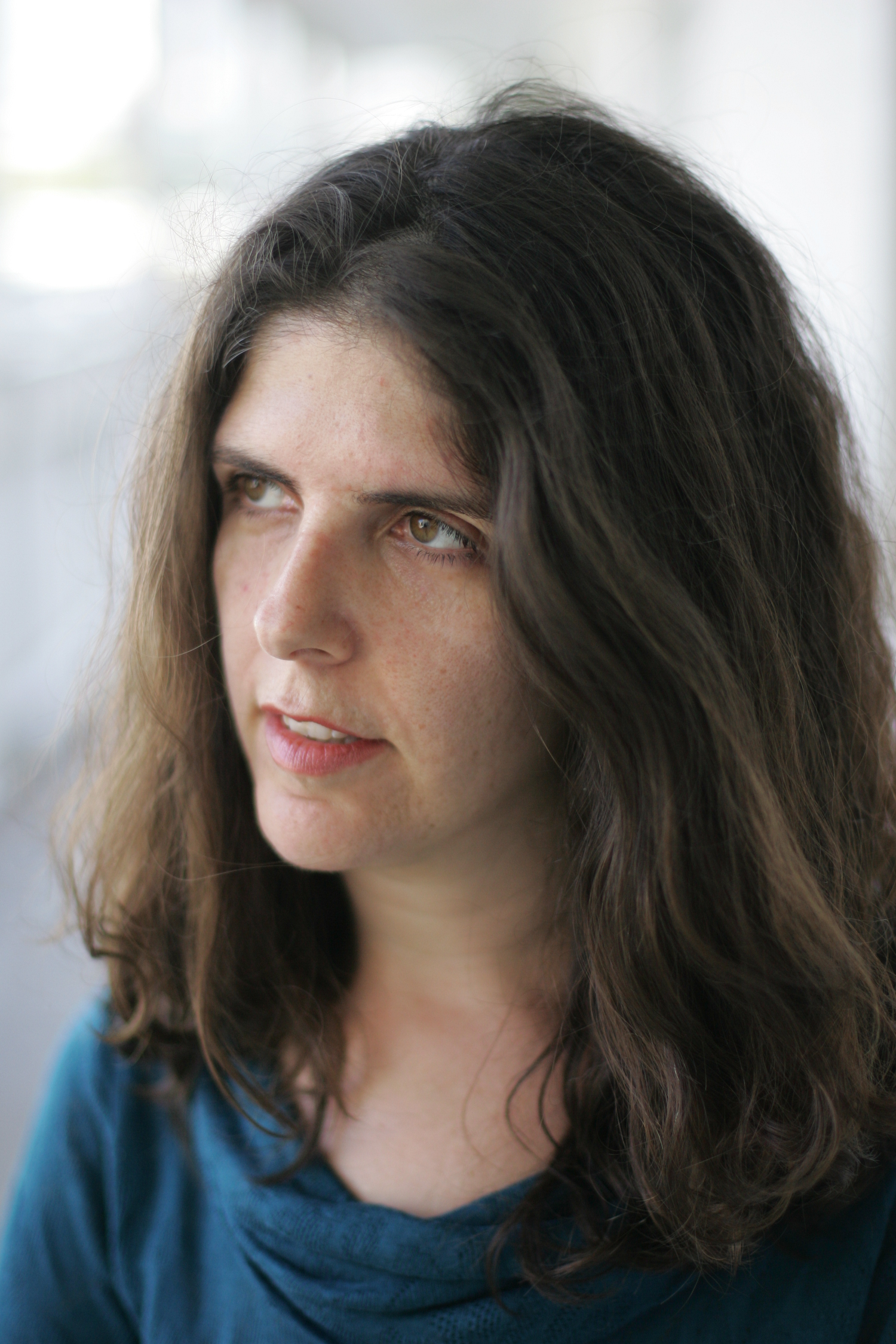
Noa Yedlin (2009)

## Leben
Noa Yedlin schreibt Romane und Kurzgeschichten. Ihre Werke werden verfilmt, zuletzt ihr Roman שטוקהולם (Stockholm), der 2021 in Deutschland unter dem Titel Unter Freunden stirbt man nicht ausgestrahlt wird. Ihr neuester, von der Kritik gefeierter Roman Leute wie wir wurde in Israel ein Bestseller.
Im Jahr 2013 erhielt Noa Yedlin den israelischen Sapir-Preis.

## Werke (Auswahl)
- שאלות קשות לאללה : אתם שואלים - אלוהים משיב. Xargol, Tel Aviv 2005.
- חיי מדף. Zmora Bitan, Or Jehuda 2010.
- בעלת הבית. Zmora Bitan, Or Jehuda 2013.
- שטוקהולם. Zmora Bitan, Chevel Modiʿin 2016.
- אנשים כמונו. Zmora Bitan, Chevel Modiʿin 2019.
  - deutsch Leute wie wir. Roman. Übersetzt von Markus Lemke. Zürich: Kein und Aber, 2021, ISBN 978-3-0369-5841-5